# Маргвелашвили, Важа
Важа Маргвелашвили (груз. ვაჟა მარგველაშვილი; род. 3 октября 1993, Самегрело — Земо-Сванети) — грузинский дзюдоист, серебряный призёр Олимпийских игр в Токио 2020, двукратный чемпион Европы, призёр чемпионатов мира и Европы.

## Биография
Родился в 1993 году в Гори.

## Карьера
В 2015 году завоевал бронзовую медаль чемпионата мира в Астане в составе команды.
В 2016 году стал чемпионом Европы как в личном первенстве, так и в составе команды, но на Олимпийских играх в Рио-де-Жанейро был лишь 17-м.
В 2017 году стал обладателем бронзовой медали на чемпионате мира в Будапеште в личном первенстве. На этом же турнире сборная Грузии дошла до четвертьфинала, став в итоге седьмой. Важа в том же году стал чемпионом Европы в составе команды на соревнованиях в Варшаве, а в категории до 66 кг достиг 1/8 финала. Важа Маргвелашвили стал бронзовым призёром турнира Мастерс в Санкт-Петербурге.
В 2018 году Важа Маргвелашвили завоевал бронзу на турнире Мастерс в Гуанчжоу. На чемпионатах Европы и мира он дошёл до 1/16 финала в категории до 66 килограммов.
В 2019 году Важа стал бронзовым призёром Европейских игр, проходивших в Минске. Одновременно с этим титулом также разыгрывалось звание чемпиона Европы. На чемпионате мира в Токио Важа Маргвелашвили вновь не смог преодолеть стадию 1/16 финала.
В апреле 2021 года на чемпионате Европы в столице Португалии, в весовой категории до 66 кг, выше в финал, где уступил итальянскому спортсмену Мануэлю Ломбардо и завоевал серебряную медаль турнира. На чемпионате мира в Будапеште выступил неудачно, вновь выбыв на стадии 1/16 финала. Маргвелашвили также стал бронзовым призёром Мастерс в Дохе. 
Летом 2021 года Важа Маргвелашвили выступил на перенесённых из-за пандемии коронавируса Олимпийских играх в Токио. В весовой категории до 66 килограммов грузинский дзюдоист победил в первом раунде россиянина Якуба Шамилова благодаря вадза-ари, а в следующем раунде победил израильтянина Баруха Шмаилова с оценкой иппон. В полуфинале вадза-ари решил исход поединка против серебряного призёра Олимпиады-2016 Ана Ба Уля. Исход золотой медали также решила оценка вадза-ари, и олимпийским чемпионом стал японец Хифуми Абэ. 
В феврале 2023 года на турнире Большого шлема (Израиль) завоевал золотую медаль.
Весной 2024 года на предолимпийском чемпионате мира, который состоялся в Объединённых Арабских Эмиратах, Важа завоевал бронзовую медаль. В поединке за третье место он одолел соперника из Италии Маттео Пираса. 